# Milky Way

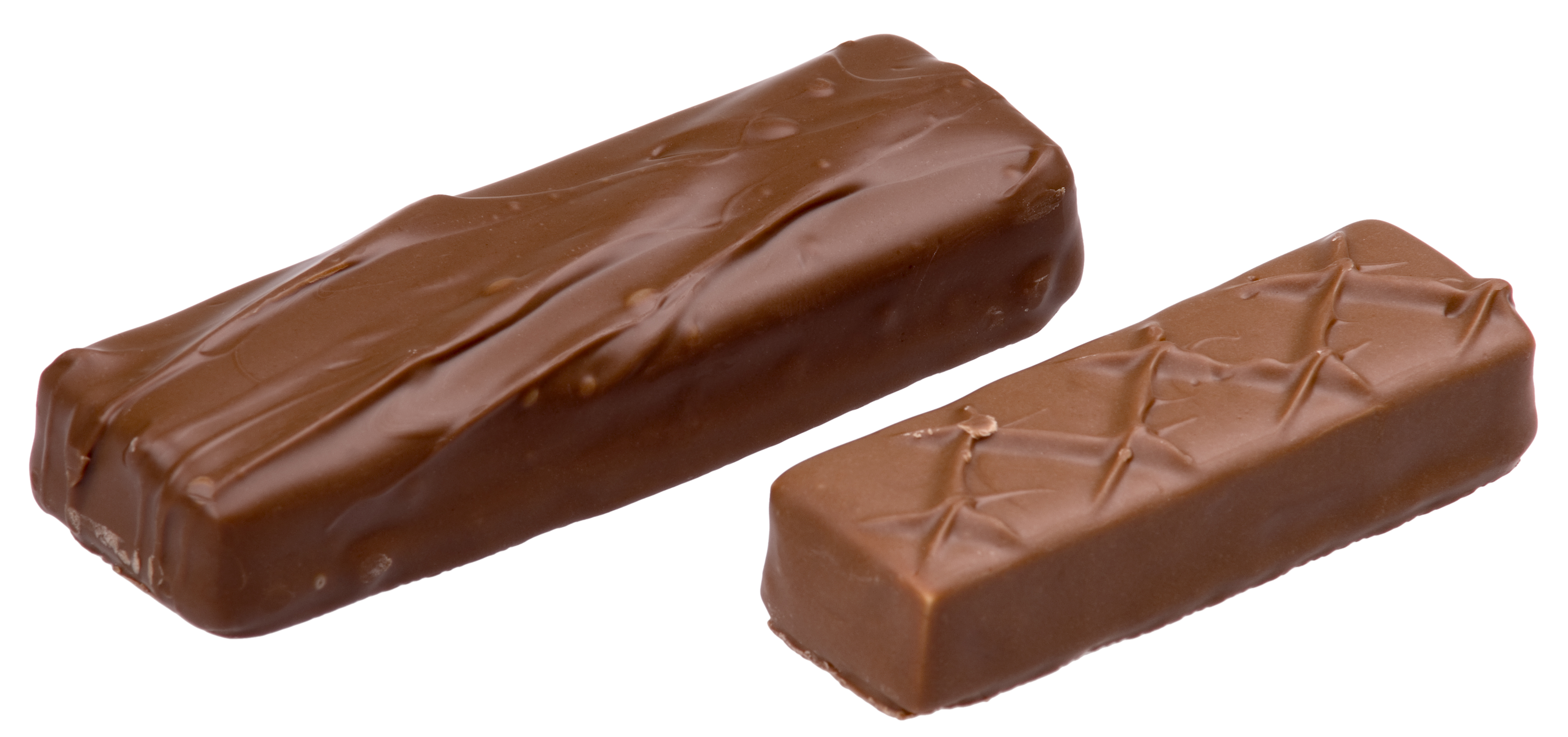
Versión americana (izquierda) y británica (derecha) de Milky Way.

Milky Way es una barrita de chocolate elaborada y distribuida por Mars Incorporated.
La barrita original, disponible en Estados Unidos, presenta un centro de nougat y chocolate o vainilla, con caramelo en la parte superior, y está cubierta por una capa de chocolate con leche. La versión europea no cuenta con caramelo, y su interior es más ligero. Su sabor es semiamargo.
Milky Way significa Vía Láctea en inglés. Pese a que el nombre del caramelo recuerda (en el idioma inglés) al nombre de la galaxia en donde residimos, este nombre fue puesto por su sabor dulce de leche y por la capa blanca que hay al medio de la barra y que la cruza en su totalidad, haciendo un interesante juego de palabras y significados en inglés (milky = lechoso, lácteo / way = camino, vía).

## Historia
El dulce Milky Way se crea en 1923 de la mano de Franklin Clarence Mars, y es la primera barrita de chocolate rellena. Su sabor estaba inspirado en un batido de chocolate que en aquella época era popular. Forrest Mars, Sr., hijo de Frank, asegura sin embargo que la idea original fue suya, y que se la dio a su padre.
El 10 de marzo de 1925 Frank patenta la marca, y en su primer año en el mercado consigue recaudar más de 800.000 dólares. En esa época, la marca que suministraba el chocolate a Mars era Hershey's. En 1926 introduce un segundo sabor a vainilla, y la chocolatina costaba cinco centavos. En 1936 ambos sabores pasaron a comercializarse por separado, manteniendo el de chocolate la denominación original.
Por otra parte, Forrest Mars lanzó en 1932 la barrita Mars en el mercado británico, con los mismos ingredientes que Milky Way. Por ello, cuando Milky Way llegó al mercado europeo lo hizo sin el caramelo del interior, y un interior de nougat menos denso.